# Херверт, Максимилиан
Максимилиа́н То́биас Хе́рверт (нем. Maximilian Tobias Herwerth; род. 9 февраля 2006, Штутгарт) — немецкий футболист, полузащитник клуба «Штутгарт».

## Клубная карьера
Херверт — воспитанник клубов «Штутгартер Киккерс» и «Штутгарт».

## Международная карьера
В 2023 году в составе юношеской сборной Германии Херверт выиграл юношеский чемпионат мира в Индонезии. На турнире он сыграл в матчах против команд Новой Зеландии, Венесуэлы, США, Испании и Франции.

## Достижения
Международные
 Германия (до 17)
- Победитель юношеского чемпионата мира — 2023